# 한자 수사
한자 수사(漢字數詞)에는 일반적인 숫자와 갖은자가 있다. 여기서 갖은자는 대사자(大寫字)라고도 부르며, 돈의 액수 등을 기록할 때 함부로 고치지 못하도록 획이 더 많고 구성을 달리한 한자를 말한다.

## 갖은자의 예
| 아라비아 숫자 | 한자 | 갖은자                                      | 읽기 |
| ------------- | ---- | ------------------------------------------- | ---- |
| 0             | 〇   | 零                                          | 영   |
| 1             | 一   | 壹, 壱                                      | 일   |
| 2             | 二   | 貳, 弍                                      | 이   |
| 3             | 三   | 叁, 參, 参                                  | 삼   |
| 4             | 四   | 肆                                          | 사   |
| 5             | 五   | 伍                                          | 오   |
| 6             | 六   | 陸                                          | 육   |
| 7             | 七   | 柒                                          | 칠   |
| 8             | 八   | 捌                                          | 팔   |
| 9             | 九   | 玖                                          | 구   |
| 10            | 十   | 拾                                          | 십   |
| 100           | 百   | 佰                                          | 백   |
| 1000          | 千   | 仟                                          | 천   |
| 10000         | 萬   | 본자가 萬이고 万은 속자이며, 갖은자는 없다. | 만   |

- 0

정자 零이 갖은자다.
- 10000

10000의 경우, 중국과 일본은 속자인 ‘万’을 간체자와 신자체로 사용하므로, 정자인 ‘萬’이 갖은자의 역할을 대신한다.
- 4, 6, 7, 8, 9, 100, 1000은 갖은자로 잘 쓰지 않는다.

## 기타
10단위의 다른 숫자를 나타내는 한자로 다음과 같은 것들도 있다.
- 20: 廿 (입)
- 30: 卅 (삽)
- 40: 卌 (십)

중화권에서는 자주 쓰이지만, 대한민국에서는 실생활이나 사무 등에 쓰이는 예가 거의 없다.
현재까지 출판되는 서적에서 쓰이는 대표적인 예는 대한성서공회의 「관주성경전서 개역한글판(1962년 초판 발행)」,「관주 성경전서 간이 국한문 개역 한글판」(1964년 초판 발행)을 들 수 있다.
위의 한자들은 대한민국의 KS X 1001 상용 한자에 등록되어 있지 않다. 다만, 스물 입의 경우 다른 형태인 ‘卄’나 '廾(다른 나라에서는 받들 공이지만 대한민국에선 스물 입으로도 쓰임)'을 쓴다.

## 한국어와 중국어의 표기 차이
한국어와 중국어의 1부터 1,000까지 숫자의 표기는 모두 같다. 그러나 1,000 이상부터는 다르다. 중국어에서는 만, 천자리의 다음에 한자리 숫자가 올 경우, 그 바로 전 단위로 인식한다. 즉 一萬二는 중국어에서 10,002가 아닌 12,000을 나타낸다. 하지만 한국어에서는 10,002를 나타낸다.

## 같이 보기
- 한국어 수사
- 일본어 수사
- 중국어 수사
- 한숫자 (일본어 위키백과)
  - 갖은자 (일본어 위키백과)
- 한자 숫자 (중국어 위키백과)

## 참고 문헌
1. ↑  갖은자, 《글로벌 세계 대백과》
2. ↑  거의 안 쓴다.
3. ↑  본문 그림은 국민일보 2008년 8월 20일 기사내 그림 참고
4. ↑  한자 숫자, 《글로벌 세계 대백과》